# Bungalow

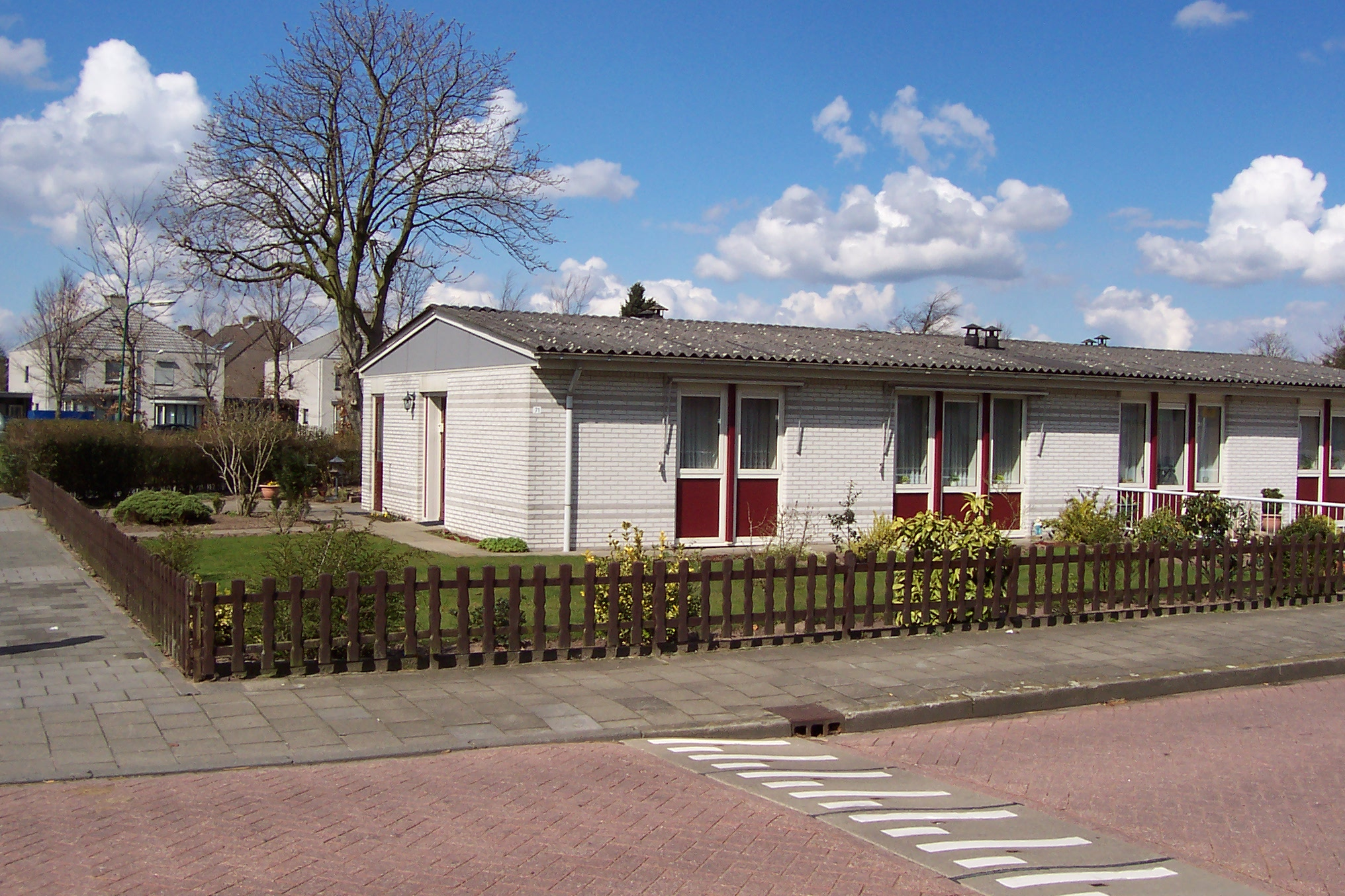
Stadsbungalow

Een bungalow is een relatief kleine woning, soms een recreatiewoning, bestaande uit een enkele woon- en slaapoppervlakte op de begane grond, met soms een kelder. Wanneer één kamer zich op een tweede woonlaag bevindt valt dit type bouw ook nog onder het begrip bungalow, vaak semi-bungalow genoemd. 
Bungalowwoningen bevinden zich meestal aan de stadsrand of in de natuur. Het is mogelijk om een bungalow te plaatsen zonder fundering of heipalen te gebruiken mits daarvoor eerst een zandplaat gecreëerd wordt. Dit is een plaat van scherp zand en met een dikte van 2 meter en verder ruim de oppervlakte van het geplande huis. Door de zandplaat een paar maanden flink te beregenen en nat te houden klinkt de plaat in tot een redelijk massief geheel waar een licht bouwsel op zal blijven staan. 
Er zijn vanaf circa 1970 veel bungalowparken gebouwd. De bungalows doen dan dienst als recreatiewoningen, en vervangen soms kampeerterreinen. De meeste bungalowparken zijn omheind en hebben gemeenschappelijke paden en parkeerplaatsen. Soms zijn er meer faciliteiten die onder gezamenlijk eigendom vallen. Het onderhoud is dan ondergebracht in een Vereniging van Eigenaars. 

## Internationaal

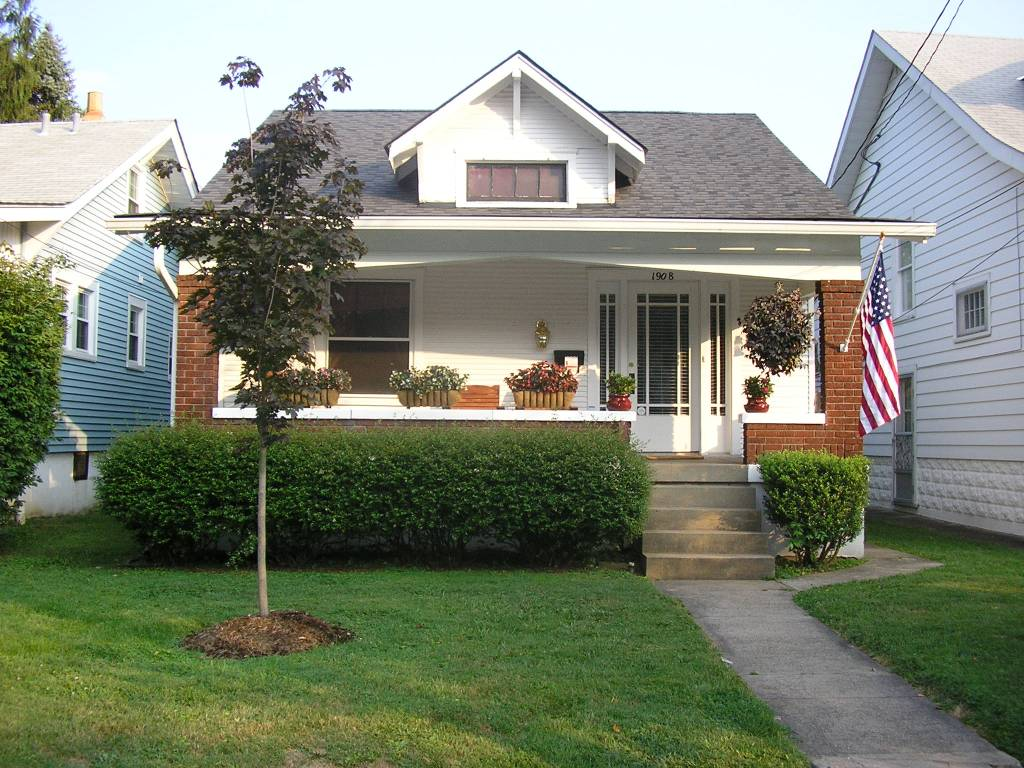
Typische bungalow (vrijstaand huis) in Louisville, Kentucky, Verenigde Staten

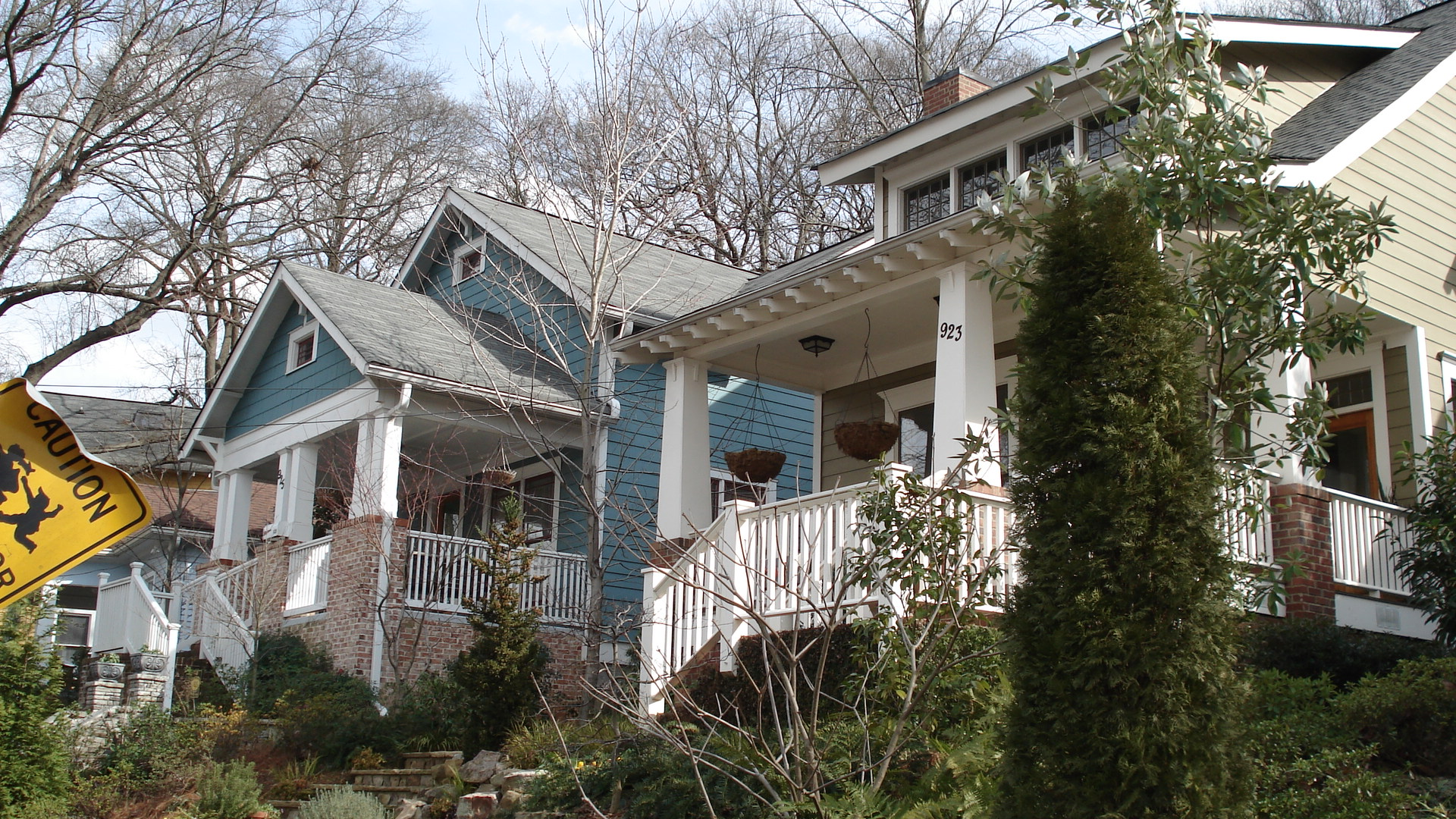
Bungalows in Atlanta, Verenigde Staten

Buiten Europa heeft bungalow primair een betekenis van een bouwstijl van vrijstaande huizen. Deze stroming was zeer populair in de Verenigde Staten in de jaren 1910 en 1920.

## Etymologie
Het woord bungalow is een Engels leenwoord, dat het volgens het Online Etymology Dictionary heeft afgeleid van het Gujaratiwoord bangalo. Het Gujarati heeft dat op zijn beurt afgeleid van het Hindiwoord bangla, wat letterlijk Bengaals betekent en overdrachtelijk in Bengaalse stijl